# Kolumbovská výměna

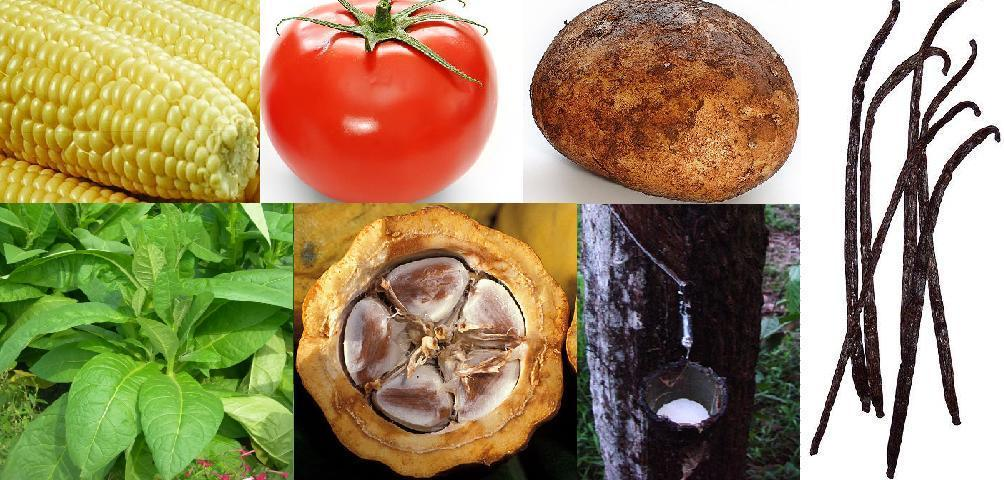
Plodiny západní polokoule. Popisky zleva nahoře po směru hodinových ručiček: 1. kukuřice, 2. rajče (Solanum lycopersicum), 3. brambory (Solanum tuberosum), 4. vanilka (Vanilla), 5. kaučukovník (Hevea brasiliensis), 6. kakao (Theobroma cacao), 7. tabák (Nicotiana rustica)

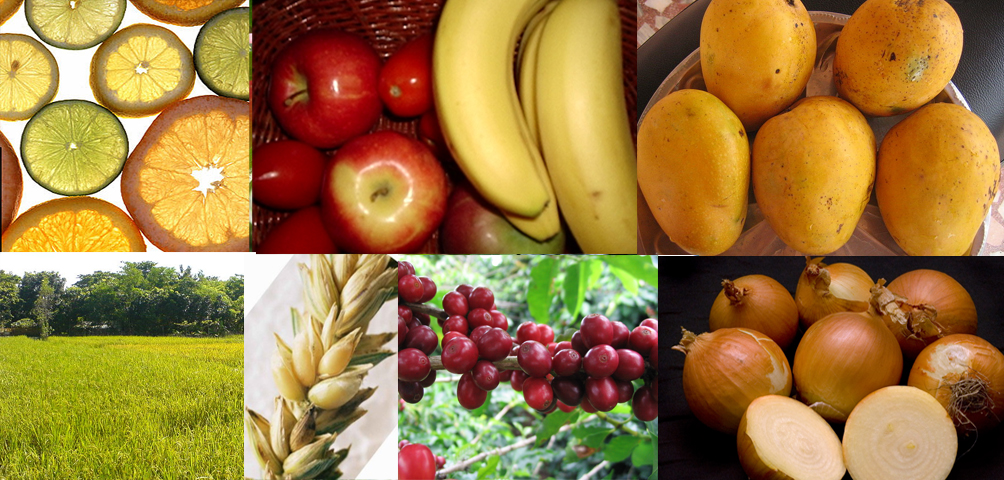
Plodiny východní polokoule. Popisky zleva nahoře po směru hodinových ručiček: 1. citrus (Rutaceae), 2. jablko (Malus domestica), 3. banány (Musa), 4. mango (Mangifera), 5. cibule (Allium), 6. kávovník (Coffea), 7. pšenice (Triticum spp.), 8. rýže (Oryza sativa)

Kolumbovská výměna je označení pro výměnu zvířat, rostlin, potravin, lidské populace (včetně otroků), infekčních chorob a myšlenek mezi východní a západní hemisférou Země. Byla to jedna z nejvýznamnějších událostí týkajících se ekologie, zemědělství a kultury v celé lidské historii. Plavba Kryštofa Kolumba do Karibiku roku 1492 zahájila éru rozsáhlých kontaktů mezi všemi kontinenty, která vyústila v tuto ekologickou revoluci, proto jméno „kolumbovská“. Termín byl zaveden historikem Alfredem Crosbym v jeho díle The Columbian Exchange: Biological and Cultural Consequences of 1492 z roku 1972.
Výměna výrazně ovlivnila téměř každou společnost na světě. Pro americké společnosti měly drastické následky choroby zavlečené Evropany (z nichž mnohé měly svůj původ v Asii), vůči kterým domorodé populace neměly imunitu. Ztráty obyvatelstva Ameriky v letech 1500 až 1650 jsou odhadovány na 50 až 90 procent.
Na druhé straně, kontakt mezi oběma oblastmi světa je obohatil celou řadou nových plodin a hospodářských zvířat, která podpořila zvýšení počtu obyvatel. Objevitelé se vrátili do Evropy s kukuřicí, brambory a rajčaty, které od 18. století se staly velmi důležitými plodinami v Eurasii. Podobně Evropané zavezli maniok a arašídy do tropické Jihovýchodní Asie a západní Afriky.